# Вазектомия
Вазектомия (мъжка стерилизация) е хирургическа операция, при която се съединяват краищата на семепроводите (vas deferens), за да не се позволи на сперматозоидите да се движат от тестисите към пениса.
Тръбите в скротума, по които минава спермата към пениса, могат да бъдат завързани или слепени така, че никакви сперматозоиди да не се съдържат в семенната течност. Тя не засяга способността на мъжа да има и поддържа ерекция или да еякулира. Единствената разлика е, че в семенната течност, която се изхвърля няма да се съдържат сперматозоиди. Спермата ще изглежда точно както винаги е изглеждала и ще е същото количество.
Вазектомията не оказва влияние върху сексуалното желание и способности на мъжа.
Колкото по-кратко е времето между вазектомията и възстановяването, толкова по-успешни са резултатите. Забавянето може да доведе до производството на антитела или повреда на епидидимиса от появилото се повишено налягане.
Важно е да се отбележи, че след вазектомия първите 15-20 еякулации все още съдържат жизненоспособни сперматозоиди в системата над блокираните тръби. В този период се препоръчват други методи за предпазване от нежелана бременност.
Вазектомията не предпазва мъжа от полово предавани болести и не бива да се бърка с кастрацията.